# آستانه (دامغان)
آستانه روستایی در دهستان رودبار بخش مرکزی شهرستان دامغان استان سمنان ایران است.

## جمعیت
بر پایه سرشماری عمومی نفوس و مسکن در سال ۱۳۹۵ جمعیت این مکان ۵۴۷ نفر (۱۸۵خانوار) بوده‌است.